# Gonten (rhode)
Gonten (toponimo tedesco) è stato un comune svizzero del Canton Appenzello Interno. Già comune autonomo (rhode), nel 1873 è stato accorpato alle altre rhode soppresse di Stechlenegg e Rinkenbach (in parte) per formare il nuovo distretto di Gonten.